# Секулешти (Долж)
Секулешти (рум. Seculești) насеље је у Румунији у округу Долж у општини Булзешти. Oпштина се налази на надморској висини од 193 m.

## Становништво
Према подацима из 2002. године у насељу је живело 394 становника, од којих су сви румунске националности.